# Friedrich Emil August von Schleswig-Holstein-Sonderburg-Augustenburg

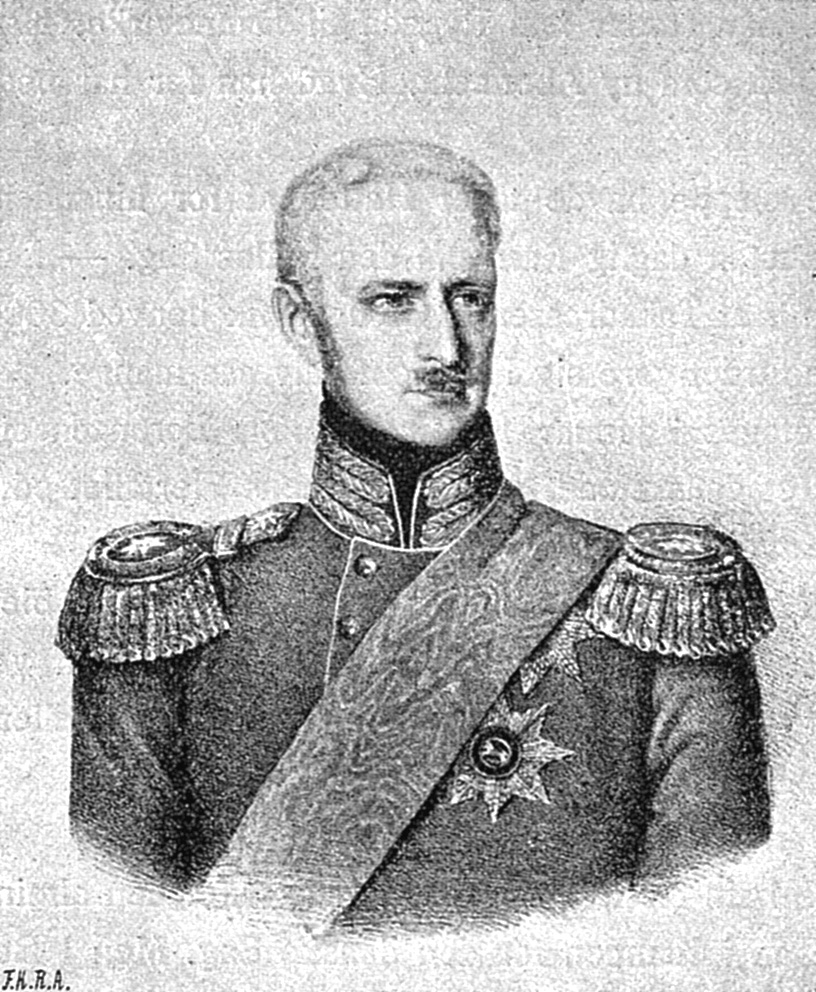
Prinz von Noer

Friedrich Emil August, Prinz von Schleswig-Holstein-Sonderburg-Augustenburg (* 23. August 1800 in Kiel; † 5. Juli 1865 in Beirut), später Prinz von Noer genannt und 1864 vom österreichischen Kaiser Franz Joseph I. als Fürst von Noer bestätigt, war Kriegsminister der provisorischen schleswig-holsteinischen Regierung.

## Leben
Friedrich war der zweite Sohn des Herzogs Friedrich Christian II. von Schleswig-Holstein-Sonderburg-Augustenburg und dessen Gemahlin Louise Auguste von Dänemark.
1831/32 kaufte seine Mutter für ihn das Gut Grönwohld und das benachbarte Gut Noer, worauf er den Titel „Prinz von Noer“ annahm. Nach dem Tode des Statthalters Friedrich von Hessen-Kassel 1845, Sohn und Nachfolger seines Vaters Karl von Hessen-Kassel als Statthalter von Schleswig-Holstein, übernahm Prinz Friedrich dieses Amt. Sein älterer Bruder war der Herzog Christian August (1798–1869). Die beiden sahen sich als rechtmäßige Thronerben der Herzogtümer und auch des Königreichs Dänemark in der komplizierten Erbfolgefrage. Ihr Ziel war ein vereintes Schleswig-Holstein im Deutschen Bund mit einer liberalen Verfassung.
Im März 1848 wurde der Prinz von Noer als Kriegsminister Mitglied der provisorischen schleswig-holsteinischen Regierung und er befehligte bis zum 7. April 1850 die Schleswig-Holsteinische Armee im Schleswig-Holsteinischen Krieg. Nach der verlorenen Schleswig-Holsteinischen Erhebung gegen das Königreich Dänemark musste er 1851 ins Exil gehen. In Dänemark wurden Nachttöpfe mit seinem Bild am Boden verkauft.
1864, nachdem das Königreich Preußen und der Deutsche Bund unter Österreichs Führung Dänemark im Zweiten Schleswig-Holsteinischen Krieg besiegt hatten, wurde er vom österreichischen Kaiser Franz Joseph I. zum Fürsten von Noer erhoben.
Der Fürst von Noer und seine erste Frau sind in Krusendorf begraben.

## Familie
Friedrich heiratete am 17. September 1829 in Augustenburg die Gräfin Henriette von Danneskjold-Samsøe (* 9. Mai 1806; † 10. September 1858). Sein Bruder Christian August hatte ihre Schwester bereits 9 Jahre vorher geheiratet. Das Paar hatte folgende Kinder:
- Friedrich Christian Karl August (* 16. November 1830; † 25. Dezember 1881), Graf von Noer durch kgl. preußisches Patent vom 7. April 1870, ⚭ 1870 Carmelita Eisenblat (* 21. August 1848; † 11. August 1912)
- Christian H. W. Emil August (* 13. Dezember 1832; † 3. November 1834)
- Louise Caroline Henriette Auguste (* 29. Juli 1836; † 25. September 1866), ⚭ 1865 Michael Prinz Vlangali-Handjery (* 12. November 1833; † 27. Juli oder 11. August 1911)
- Marie (* 8. August 1838; † 3. Februar 1839)

Nach dem Tod seiner ersten Frau heiratete er am 3. November 1864 in Paris Mary Esther Lee, Tochter eines reichen New Yorker Kaufmanns. Er starb aber schon bald nach der Hochzeit während einer Reise nach Jerusalem. Seine Witwe heiratete 1874 den späteren Generalfeldmarschall Graf Alfred von Waldersee.